# Ibn Yunus
Pour les articles homonymes, voir Yunus (homonymie).
Abû'l-Hasan 'Alî ibn Abi Sa'id Abd ar-Rahman ibn Ahmad ibn Yunus al-Sadafi, ou plus simplement Ibn Yunus (né vers 950 (?) — mort en 1009 à  Fustât, aujourd'hui Le Caire), est un  mathématicien et astronome arabe, spécialiste des calculs astronomiques grâce à la trigonométrie, science qu'il a contribué à développer.

## Travaux
Il est l'auteur de plusieurs ouvrages. Son œuvre la plus connue est Al-Zij al-Kabîr al-Hâkimi (La Grande table hakémite, du nom du calife Al-Hakim bi-Amr Allah), table astronomique dont les données servirent à l'élaboration des Tables alphonsines. Dans cette dernière il multiplie les observations (sur les conjonctions des planètes et sur les éclipses) et les calculs.
Il développe l'astronomie sphérique à un niveau avancé. Même s'il ne donne aucune indication pour justifier les nombreuses formules qu'il décrit et utilise, il semble qu'il ait obtenu celles-ci par projections plutôt qu'en utilisant la trigonométrie sphérique développée au même moment en Iran et en Irak.
Ibn Yunus utilise les fonctions trigonométriques, sinus, cosinus et cotangente ramenées à un rayon de 60 unités, selon les usages de l'astronomie en pays d'Islam,.

## Œuvres
Œuvres traduites en français :

- Traduction partielle de "la grande table" : Jean Jacques Antoine Caussin de Perceval, "Le Livre de la Grande Table hakémite. Notices et extraits des manuscrits de la Bibliothèque nationale", Paris, Imprimerie de la République, 1804, pp. 16-240.